# Dieter Pohl
Dieter Pohl, né le 22 mai 1964, est un historien allemand.

## Biographie
Pohl étudie l'histoire et les sciences politiques à l'université Ludwig-Maximilian de Munich. Diplômé en 1990 Magister Artium, il soutient en 1994 sa thèse de doctorat sur Nationalsozialistische Judenverfolgung in Ostgalizien 1941–1944 (la persécution nazie envers les juifs en Galicie orientale, 1941-1944) auprès de Hans Günter Hockerts. Il est collaborateur scientifique de l'Institut d'histoire contemporaine (IfZ) de 1995 à 2010. Sa thèse d'habilitation auprès de Horst Möller s'intitule La domination de la Wehrmacht. Administration militaire et de la population dans les territoires occupés de l'Union soviétique de 1941 à 1944. Pohl est alors maître de conférences à l'université de Munich.
Pohl est depuis 2010 professeur à l'université de Klagenfurt. Ses thèmes de recherche sont, entre autres, l'histoire de l'Union soviétique, la domination nazie, la Seconde Guerre mondiale en Europe et en Asie, l'histoire contemporaine de la Pologne et de l'Ukraine.
Pohl est depuis 2011 le porte-parole du conseil scientifique international de l'Institut viennois Wiesenthal d'études sur la Shoah.

## Publications
- Zwangsarbeit in Hitlers Europa. Besatzung, Arbeit, Folgen.  Metropol, Berlin 2013,  (ISBN 978-3-86331-129-2).
- Avec Christian Hartmann, Johannes Hürter, Peter Lieb: Der deutsche Krieg im Osten 1941–1944. Facetten einer Grenzüberschreitung ), Oldenbourg, München 2009,  (ISBN 978-3-486-59138-5).
- Die Herrschaft der Wehrmacht. Deutsche Militärbesatzung und einheimische Bevölkerung in der Sowjetunion 1941–1944,Oldenbourg, München 2008,  (ISBN 978-3-486-58065-5) et Fischer 18858 Die Zeit des Nationalsozialismus, Fischer-Taschenbuch-Verlag, Frankfurt am Main 2011,  (ISBN 978-3-596-18858-1).
- Avec Frank Bajohr: Der Holocaust als offenes Geheimnis. Die Deutschen, die NS-Führung und die Alliierten. Beck, München 2006,  (ISBN 3-406-54978-0) (Taschenbuchausgabe als: Massenmord und schlechtes Gewissen. Die deutsche Bevölkerung, die NS-Führung und der Holocaust.
- Verfolgung und Massenmord in der NS-Zeit 1933–1945. Wissenschaftliche Buchgesellschaft, Darmstadt 2003,  (ISBN 978-3-534-24026-5).
- Justiz in Brandenburg 1945–1955. Gleichschaltung und Anpassung, Oldenbourg, München 2001,  (ISBN 3-486-56532-X).
- Holocaust. Die Ursachen, das Geschehen, die Folgen, Herder, Freiburg (Breisgau) 2000,  (ISBN 3-451-04835-3)
- Nationalsozialistische Judenverfolgung in Ostgalizien 1941–1944. Organisation und Durchführung eines staatlichen Massenverbrechens, Oldenbourg, München 1996,  (ISBN 3-486-56233-9)
- Von der „Judenpolitik“ zum Judenmord. Der Distrikt Lublin des Generalgouvernements 1939–1944, Lang, Frankfurt am Main u. a. 1993,  (ISBN 3-631-45716-2).
- Hans Krueger and the Murder of the Jews in the Stanislawow Region (Galicia). In: Yad Vashem Studies. Vol. 26, 1998,  (ISSN 0084-3296), p. 239–264, (online (PDF; 126,8 KB)).